# Mohelnice nad Jizerou
Pour les articles homonymes, voir Mohelnice.
Mohelnice nad Jizerou (en allemand : Mohelnitz an der Iser) est une commune du district de Mladá Boleslav, dans la région de Bohême-Centrale, en Tchéquie. Sa population s'élevait à 93 habitants en 2020.

## Géographie
Mohelnice nad Jizerou se trouve à 18 km au nord-nord-est de Mladá Boleslav et à 67 km au nord-est de Prague.
La commune est limitée par Neveklovice au nord-est, par Chocnějovice au nord-est et à l'est, par Mnichovo Hradiště au sud, et par Jivina à l'ouest.

## Histoire
La première mention écrite de la localité date de 1352.